# Pis
Pis település Franciaországban, Gers megyében. Lakosainak száma 95 fő (2022. január 1.). Pis Céran, Goutz, Lalanne, Miramont-Latour, Puycasquier és Taybosc községekkel határos.

## Népesség
A település népességének változása:
| Lakosok száma | 92   | 77   | 74   | 90   | 97   | 106  | 113  | 111  | 106  | 95   |
|               | 1968 | 1982 | 1990 | 2006 | 2013 | 2015 | 2017 | 2019 | 2020 | 2022 |